# Yaşar Doğu
Yaşar Doğu (* 1913 in Samsun; † 8. Januar 1961 in Ankara) war ein türkischer Ringer. Er war mehrmals Europa- und Weltmeister.
Bei den Olympischen Spielen 1948 in London wurde er Olympiasieger für die Türkei.

## Internationale Erfolge
(OS = Olympische Spiele, WM = Weltmeisterschaft, EM = Europameisterschaft, F = Freistil, GR = griechisch-römischer Stil, L = Leichtgewicht, W = Weltergewicht, M = Mittelgewicht, Hs = Halbschwergewicht)
- 1939, 2. Platz, EM in Oslo, GR, L, hinter Gösta Andersson, Schweden und vor Lauri Koskela, Finnland;
- 1946, 1. Platz, EM in Stockholm, F, W, vor Kálmán Sóvári, Ungarn und Karl Schaad, Schweiz;
- 1947, 1. Platz, EM in Prag, G, W, vor Gösta Andersson, Schweden und Nikolai Koscharski, UdSSR;
- 1948, Goldmedaille, OS in London, F, W, vor Richard Garrard, Australien und Leland Merrill, USA;
- 1949, 1. Platz, EM in Istanbul, F, M, vor Axel Grönberg, Schweden und Mohamed Moussa, Ägypten;
- 1951, 1. Platz, WM in Helsinki, F, Hs, vor Viking Palm, Schweden und Max Leichter, Deutschland